# Hamtaro
Hamtaro, conegut al Japó com a Trotting Hamtaro (とっとこハム太郎, Tottoko Hamutarō), és un manga japonès, creat i il·lustrat per Ritsuko Kawai. El manga es va publicar a la revista per a noies Shogakukan l'any 1997, i el protagonista és un hàmster anomenat Hamtaro que té una sèrie d'aventures amb altres hàmsters. Viz va publicar el manga en la seva versió anglesa.
Diverses versions de l'anime van ser produïdes per TMS i emeses per TV Tokio. La primera sèrie va ser doblada a l'anglès per The ocean group.

## Trama
La sèrie gira al voltant d'un hàmster anomenat Hamtaro, que pertany a Hiroko Haruna, una noia de deu anys. Curiós per naturalesa, s'aventura cada dia per fer amics i anar d'aventura amb un grup d'amics hàmsters coneguts com els Ham-Hams.

### Manga
Hi ha tres manga sobre Hamtaro:
- Una Casa per Hamtaro.
- Hamtaro es perd.
- Hamtaro Gelós.

En els dos primers, el propietari de Hamtaro es diu Yukari, mentre en l'últim es diu Amy.

### Anime
Al Japó es van emetre tres sèries d'anime, es van produir quatre pel·lícules, diversos especials, diversos llançaments de DVD i videojocs i marxandatge. Per 2002, la franquícia havia generat 2.500 milions de dòlars americans en vendes de marxandatge. L'èxit no va ser paral·lel en els Estats Units, tanmateix, només amb la primera sèrie, alguns episodis especials, tres videojocs (tanmateix dos altres van ser llançats a Europa), i marxandatge limitat. El 23 de febrer de 2011, es va anunciar que es produiria una nova seria titulada Tottoko Hamtaro Dechu.

### Jocs
La franquícia té diferents videojocs amb històries independents. Aquests títols inclouen aventura i jocs educatius disponibles per ordinador, Game Boy color, Game Boy advance (GBA) i les Nintendo DS.

## A la cultura popular
El 26 de juliol de 2020, un grup de més de 2.000 manifestants a Bangkok, convocats pel Moviment de Joventut Lliure, van dirigir una protesta contra el govern de Tailàndia que consistia a cantar el tema principal de Hamtaro amb trossos de la lletra modificada per dir “El menjar més deliciós són els diners dels contribuents. […] Dissoleu el parlament! Dissoleu el parlament! Dissoleu el parlament!”. Altres protestes d'estudiants durant la mateixa setmana han continuat utilitzant Hamtaro com a símbol de la "festa dels diners del contribuent", del govern, i han implicat grups que corrien en cercles, com si estiguessin dins de rodes de hàmster, mentre cantaven la versió modificada de la cançó.